# La Y Griega, Tabasco
La Y Griega är en ort i Mexiko.   Den ligger i kommunen Macuspana och delstaten Tabasco, i den sydöstra delen av landet, 700 km öster om huvudstaden Mexico City. La Y Griega ligger 24 meter över havet och antalet invånare är 105.
Terrängen runt La Y Griega är mycket platt. Runt La Y Griega är det ganska tätbefolkat, med 67 invånare per kvadratkilometer. Närmaste större samhälle är Macuspana, 10,9 km sydväst om La Y Griega. Trakten runt La Y Griega består till största delen av jordbruksmark.